# № 4. Футуристы, лучисты и примитив
«Выставка «№ 4. Футуристы, лучисты и примитив» — выставка живописи в Москве 23 марта – 23 апреля 1914 года, организованная М. Ф. Ларионовым — четвертая и оказавшаяся последней экспозиция из задуманной им в начале 1910-х серии выставок, после «Бубнового валета», «Ослиного хвоста» и «Мишень» 

## История
Название выставки объясняется тем, что это была четвертая из выставок, организованных Ларионовым, - после «Бубнового валета», «Ослиного хвоста» и «Мишени».
Итоговая выставка Ларионова прошла 23 марта – 23 апреля 1914 года в помещении Общества любителей искусства. Из старой группы единомышленников Ларионова остались только Наталья Гончарова, А.В.Шевченко, М. В. Ле-Дантю и К. М. Зданевич.
Выставка была направлена на обновление группы за счет привлечения молодых новых сил, таких как  Василий Чекрыгин, Иван Бобков, Тимофей Богомазов, Василий Каменский, но в итоге оказалась прощанием Ларионова с Россией и ее художественной жизнью.
Главным экспонатом выставки стали «Портрет Ларионова» Натальи Гончаровой и кубистические портреты Василия Каменского и М. В. Ле-Дантю. В выставке также участвовали Александра Экстер и В. Шехтель.

## Список участников
- В. В Каменский
- М. В. Ле-Дантю
- Н. Ф. Лапшин
- И. А. Скуйе
- А.В.Шевченко
- А. А. Экстер
- Н. П. Янкин